# 斯特拉斯涅
48°54′51″N 36°10′40″E / 48.91417°N 36.17778°E
斯特拉斯內（烏克蘭語：Страсне）是位於烏克蘭東部的村莊，由哈爾科夫州洛佐瓦區的洛佐瓦市鎮負責管轄。該村距離小捷爾尼夫卡河2.5公里，始建於1921年，面積0.36平方公里，2001年人口71。